# 33230 Libbyrobertson
33230 Libbyrobertson è un asteroide della fascia principale. Scoperto nel 1998, presenta un'orbita caratterizzata da un semiasse maggiore pari a 2,7804590 UA e da un'eccentricità di 0,0520156, inclinata di 5,30850° rispetto all'eclittica.